# Abbaye Notre-Dame de Corneux
L'abbaye Notre-Dame est une abbaye située à Saint-Broing (Haute-Saône), en France.

## Localisation
L'abbaye est située sur la commune de Saint-Broing, dans le département français de la Haute-Saône, région de Franche-Comté, à 6 km de Gray.

## Historique
L'abbaye était un monastère de l'ordre de Prémontré. Il fut fondé en 1133 par le prieur Raimbaud, chanoine de Saint-Paul de Besançon qui plaça le prieuré sous la dépendance de cette abbaye. Le prieuré fut transféré l'année suivante aux prémontrés de Saint-Martin de Laon.
L'édifice est inscrit au titre des monuments historiques en 2003.